# Бобруйская синагога
Бобруйская синагога — действующая каменная синагога в Бобруйске. Здание расположено по улице Социалистической, 36 (на момент основания — Муравьевской, позже — Керенского, Центральной, Победы).

## История

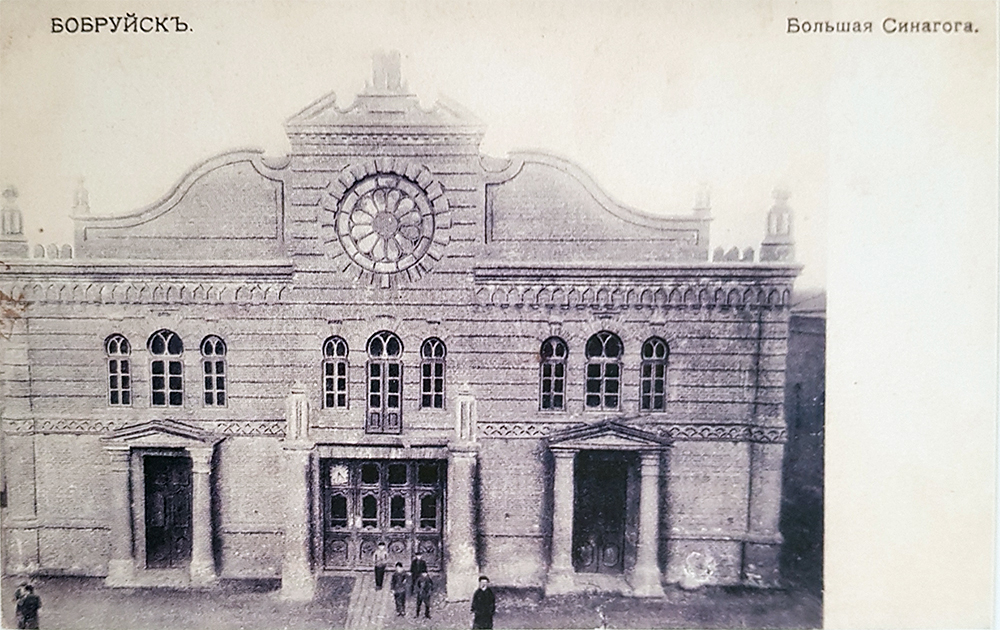
1910 г.

В XIX веке Бобруйск стал культурным и общественно-политическим центром белорусских евреев. Первая синагога в городе появилась в XVIII—XIX веках.
Здание построено в 1901 году и стало главной синагогой в городе. Еврейская община была насильно выдворена из этого здания в 1927 году, когда большевики заняли здание и организовали там склад.
В 1939 г. более 30 % населения Бобруйска составляли евреи. После войны из 40 тысяч мирных жителей около 25 тысяч погибших во время войны были евреями, и эта цифра составляла почти 80 % всего еврейского населения Бобруйска. Здание синагоги сгорело во время войны.

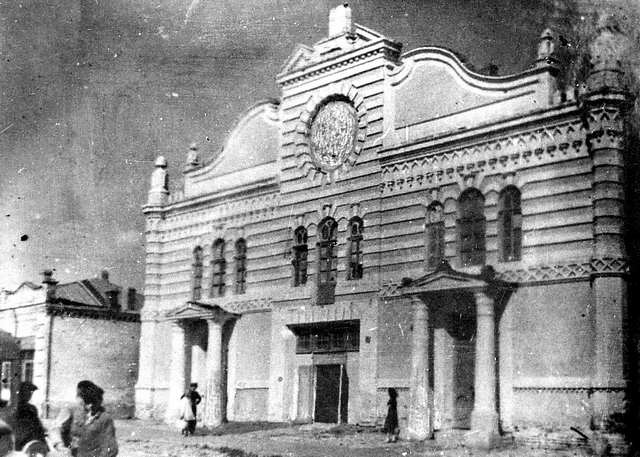
до 1918 г.

После освобождения Белоруссии в город стали возвращаться евреи, которые успели уехать до захвата Бобруйска. В 1945 году верующие пытались официально зарегистрировать еврейскую общину в городе, но получили отказ от властей. Причиной стало отсутствие синагоги. Представители диаспоры обратились с просьбой вернуть им здание сгоревшей синагоги с условием, что собственными силами и средствами приведут его в порядок. В 1946 году власти согласились и дали на восстановление синагоги 7 месяцев. Восстановительные работы были закончены через месяц, на её восстановление было передано около 100 тысяч советских рублей.
Через какое-то время городское руководство отменило решение о регистрации общины и открытии синагоги. Здание опечатали и открыли в нём белорусскую партшколу, потом — мастерские общества инвалидов Великой Отечественной войны. В 1948 году синагогу открывали и закрывали несколько раз. Борьба властей и бобруйских евреев продолжалось до 1960-х годов. Синагогу еврейской диаспоре[уточнить] вернули только в начале 1990-х годов.
В 2002 году началось возрождение синагоги, после того как в город из Израиля приехал раввин Шауль Хабаба.